# Werlaburgdorf
Werlaburgdorf est un quartier de la commune allemande de Schladen-Werla, dans l'arrondissement de Wolfenbüttel, Land de Basse-Saxe.

## Géographie
Werlaburgdorf se situe au sud-sud-est d'Oderwald, sur la rive droite de la Warne.

## Histoire
Werlaburgdorf est au moment du Saint Empire germanique plusieurs fois lieu important de l'empire ; c'est une époque où les rois et les empereurs du Moyen Âge n'ont pas de résidence permanente. L'un des palais les plus importants est le résidence royale de Werla, qui perd sa place sous l'empereur Henri II en faveur du palais impérial de Goslar et n'est que récemment redécouvert.
Le 1er novembre 2013, Werlaburgdorf est avec d'autres communes un quartier de Schladen-Werla.